# アイスランド大学
アイスランド大学（アイスランドだいがく、アイスランド語:Háskóli Íslands、ラテン語:Universitas Islandiae）は、アイスランドの首都レイキャヴィークにある国立大学。アイスランドの人口約32万人の3%以上にあたる1万人が11の学部で学んでいる。

## 歴史
アイスランド大学は1911年6月17日に、神学のPrestaskólinn・医学のLæknaskólinn・法学のLagaskólinnという3つの学校が合併することで誕生した。当初はこの3学部のみで45人の学生が学んでいたが、初代学長に人文学（言語学）の教授であるビョルン・マグヌースソン・オールセンが就任したことから人文学部も加えられた。
設立当初はレイキャヴィーク中心部にある旧議事堂を使用していたが、1933年に新キャンパスの建設資金確保のための宝くじ事業を運営する特別許可がアイスランド議会からおりたことで、翌1934年より宝くじを発売し、1940年に新しいキャンパスへと移動することができた。
現在は11の学部で1万人が学んでいる。これら以外にも多数の研究所が構内にあり、400人近い常勤の教員をはじめ数千人が働くアイスランド最大の職場ともなっている。現在の学長はクリスティン・インゴウルフスドゥティルで、初の女性学長である。また学生による自治の一環としてRöskva・Vaka・Háskólalistinnという学生政党がある。

## カリキュラム
アイスランド大学では人文学・科学・社会学の3分野で60単位以上、さらにそれぞれの専門分野での単位取得が卒業の条件である。
授業は主にアイスランド語で行われているが、使用されている教材は英語で書かれているものも多く、留学生は英語で試験を受けることが許されている。

## 学部
現在アイスランド大学には11の学部が設置されている。
- 法学部
- 神学部
- 医学部
- 人文学部
- 経済学部
- 工学部
- 自然科学部
- 社会学部
- 薬学部
- 歯学部
- 看護学部

## 著名な在籍者

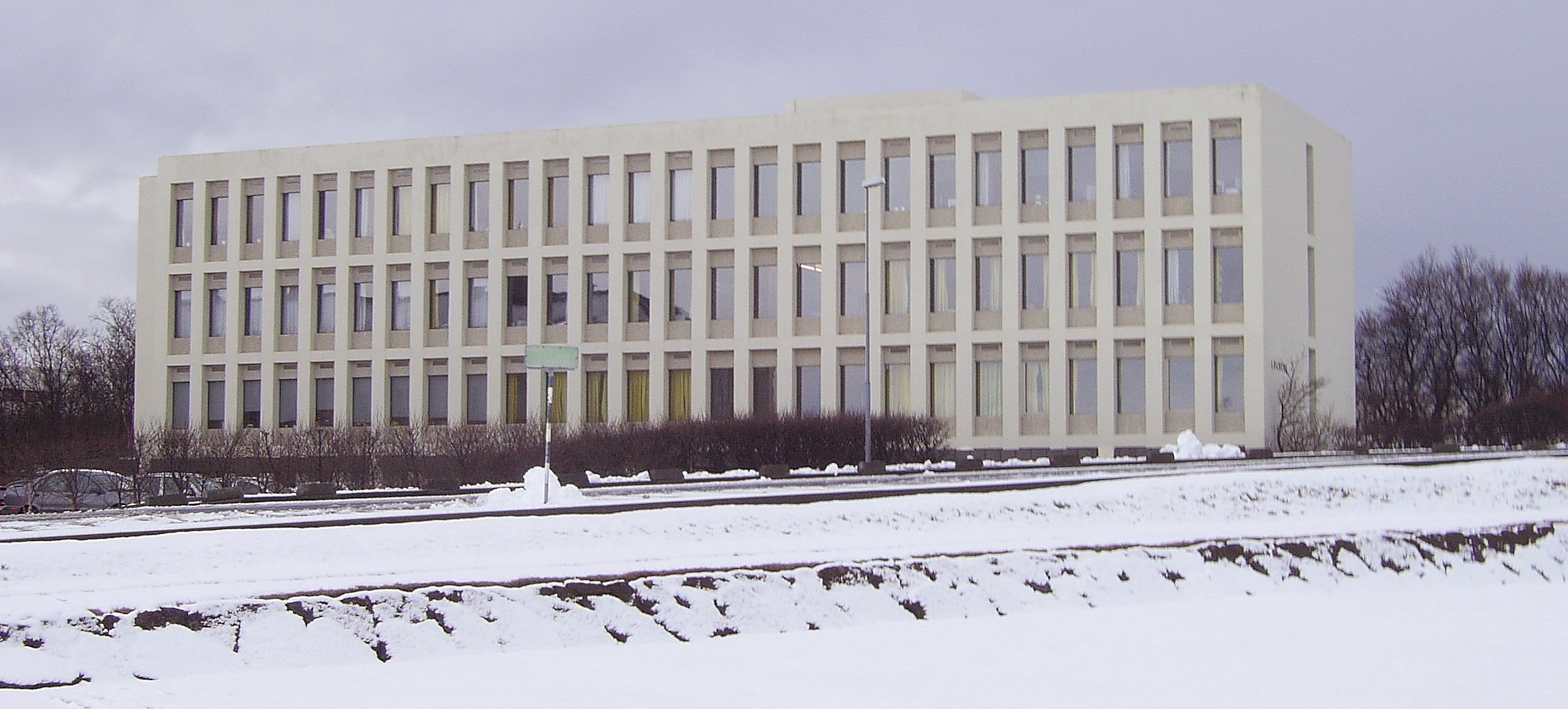
法学部棟

### 在籍中の研究者
- クリスティン・インゴルフスドッティル （学長・薬学）
- Hannes Hólmsteinn Gissurarson (政治学)
- Páll Skúlason (哲学)
- Trausti Valsson (工学)
- Vilhjálmur Árnason (哲学)
- Þorvaldur Gylfason (経済学)
- Þór Whitehead (歴史学)

### 以前在籍していた研究者
- ハルドール・アウスグリムソン (講師・前首相)
- オラフル・ラグナル・グリムソン (政治学・現首相)
- シーグルズル・ノルダル (文学)
- Erlendur Haraldsson (社会学)
- Guðmundur Finnbogason (講師)
- Sigurður Þórarinsson (地質学)
- Þorsteinn Gylfason (哲学)

## 著名な卒業生
- ダビッド・オッドソン (元首相)
- ヴィグディス・フィンボガドゥティル（元大統領）
- カトリーン・ヤコブスドッティル（首相）
- Bjarni Ármannsson (銀行家)
- Ásgeir Ásgeirsson (政治家)
- Björn Bjarnason (政治家)
- Elín Hirst (ニュースキャスター)
- Einar Pálsson (文学者)
- Einar Már Guðmundson (作家)
- Friðrik Sophusson (政治家)
- Guðmundur Finnbogason (作家)
- Hreiðar Már Sigurðsson (実業家)
- Kristín Steinsdóttir (作家)
- Kristín Marja Baldursdóttir (作家)
- Sólveig Pétursdóttir (政治家)
- Guðrún Kristín Magnúsdóttir (作家)
- Sigurjón Sighvatsson (映画プロデューサー)
- Sigurður Kári Kristjánsson (政治家)
- Vigdís Grímsdóttir (作家)
- Þorgerður Katrín Gunnarsdóttir (政治家)
- Þórarinn Eldjárn (作家)

## 奨学制度
アイスランド大学は国立の大学であるため、入学金をのぞいて授業料は無料である。また生活費に関しては多くの学生がアルバイトで稼ぐかアイスランド学生ローン基金から低い金利でローンを受けている場合が多い。またアイスランドの文部科学省はアイスランドの言語や歴史、文学をアイスランド大学で学んでいる特定の国からの留学生に対して毎年食事つきの寮を一年間無料で提供する賞を授与している。